# Седлець (Познанський повіт)
Седлець (пол. Siedlec, нім. Schultz) — село в Польщі, у гміні Костшин Познанського повіту Великопольського воєводства.
Населення — 516 осіб (2011).
У 1975-1998 роках село належало до Познанського воєводства.

## Демографія
Демографічна структура станом на 31 березня 2011 року:
|          | Загалом | Допрацездатний вік | Працездатний вік | Постпрацездатний вік |
| -------- | ------- | ------------------ | ---------------- | -------------------- |
| Чоловіки | 258     | 62                 | 179              | 17                   |
| Жінки    | 258     | 59                 | 152              | 47                   |
| Разом    | 516     | 121                | 331              | 64                   |